# Actio rerum amotarum
Actio rerum amotarum – w prawie rzymskim specjalne powództwo restytucyjne służące odzyskaniu rzeczy skradzionej przez współmałżonka, wykorzystywane często w następstwie rozwodów. Ze względu na szacunek dla instytucji małżeństwa (honor matrimonii), kradzieży między małżonkami nie uznawano za powodujące infamię furtum, ale używano jedynie pojęcia "rzeczy zabranych" (res amotae).
W Digestach cały tytuł poświęcony jest kradzieży między małżonkami, podobnie w Kodeksie Justyniana. Liczne i różnorodne opinie jurystów w tej kwestii świadczą o tym, że była ona przedmiotem żywego zainteresowania rzymskiej nauki prawa.